# Диас Ресинос, Адольфо
 Адольфо Диас Ресинос  (исп. Adolfo Díaz Recinos; 15 июля 1875, Алахуэла, Коста-Рика — 29 января 1964, Сан-Хосе, Коста-Рика) — никарагуанский политический деятель, Президент Никарагуа в 1911—1917 и 1926—1929 годах.

## Биография
Родился в в Коста-Рике в никарагуанской семье. В 1880 году, когда ему исполнилось пять лет, родители вернулись в Никарагуа. В юности Адольфо Диас выступал против либерального режима Хосе Сантоса Селайи, был арестован, посажен в тюрьму, а затем выслан из страны.

### Из бухгалтеров в президенты
Арест и изгнание заставили его отойти от политики. Он вернулся на родину и с 1901 года работал в Блуфилдсе секретарём американской горнорудной компании из Делавэра «La Luz y Los Angeles Mining Company», владевшей крупнейшими золотыми приисками на западе Никарагуа. Диас вёл бухгалтерию одной из шахт в Сиуне (департамент Селайя, ныне Атлантический Северный регион), выдавал расписки и контролировал перевозку золотых слитков, а с 1903 года также стал ассистентом в «Compania del Tesoro». Адольфо Диас установил тесные связи с американской миссией в Манагуа и стал её доверенным лицом. В 1909 году он официально был служащим 4-й категории с зарплатой 2,65 песо в день, но тогда же получил от США 600 000 долларов (другие данные — 800 000 песо) для организации восстания против президента Селайи. Деньги предназначались на закупки вооружений для войск генерала Хуана Эстрады, 11 октября 1909 года поднявшего восстание против правительства. Адольфо Диас стал одним из лидеров консервативного антиправительственного движения, получившего название Прибрежной революции (исп.  Revolución de la Costa) и уже 8 ноября 1909 года, вслед за Эстрадой, направил в Вашингтон проект провозглашения сепаратной республики на Атлантическом побережье Никарагуа. Проект был отвергнут, однако вскоре мятежники одержали верх над президентом и получили под контроль всю страну. Диас вошёл в новое правительство и стал в нём единственным гражданским лицом. 29 августа он был назначен вице-президентом страны . В октябре 1910 года в Манагуа прибыл специальный представитель США Томас Доусон, который содействовал дальнейшему продвижению Диаса: 27 ноября Хуан Эстрада был избран президентом Никарагуа, а Адольфо Диас — вновь вице-президентом. 1 января 1911 года они вступили в должности.

### Президент Никарагуа
8 мая 1911 года президент Хуан Эстрада, стремясь укрепить свои позиции, отдал приказ об аресте военного министра генерала Луиса Мены, который на тот момент был своего рода гарантом американских интересов в Никарагуа. Однако гарнизон столицы и даже президентская гвардия отказались выполнять приказы Эстрады. Президент подал в отставку, и в тот же день власть перешла к вице-президенту Адольфо Диасу, сосредоточившему в своих руках также посты министра внутренних дел, юстиции, полиции, благотворительности и культуры.
Реальная власть перешла в руки генерала Мены, который в обмен на поддержку Диаса получил от него гарантии избрания президентом на следующих президентских выборах.

#### Американские займы
Придя к власти, Адольфо Диас использовал свои связи для привлечения в Никарагуа значительных финансовых средств США в обмен на усиление американского контроля над экономикой страны. 1 сентября 1911 года было подписано соглашение о представлении Никарагуа займа в полтора миллиона долларов под 6 % годовых под залог никарагуанских таможен, начальником которых был назначен гражданин США Клиффорд Хэм. Соглашение давало право американским кредиторам приобрести контрольный пакет (51 %) акций Национального банка Никарагуа. Ратификация соглашения была такой спешной, что его текст не успели перевести и Национальный конгресс обсуждал его в английском варианте. В марте 1912 года последовал второй американский заем в 755 000 долларов под залог железных дорог Никарагуа и американские кредиторы вновь получили право покупки контрольного пакета акций железнодорожных компаний. 20 марта 1912 года была проведена денежная реформа и старое никарагуанское песо сменила кордоба. Среди других мероприятий правительства Диаса было мощение улиц столицы страны Манагуа и открытие педагогического института

#### Конституция 1912 года
7 октября 1911 года для принятия новой Конституции было созвано Учредительное собрание, которое 10 ноября одобрило её проект, опубликованный 21 декабря того же года
В декабре 1911 года Диас предложил внести в Конституцию пункт, разрешающий вмешательство США во внутренние дела Никарагуа для поддержки мира и гарантий законного правления. США воздержались от оценки этого шага. Государственный секретарь США Филандер Нокс через поверенного в делах Франклина Гантера настаивал на том, чтобы отложить принятие конституции до приезда в Манагуа нового американского посла Джорджа Вейцеля. Нокс указывал Гантеру, что в Госдепартаменте не знакомы с текстом конституции и её принятие до приезда посла может означать отход Диаса от сотрудничества с США. Однако уже 12 января 1912 года Учредительное собрание окончательно приняло новую Конституцию Никарагуа, которая было 17 января опубликована в «La Gaceta Oficial», No. 13.
Политическая конституция 1912 года отменяла принятую при Х. С. Селайе Конституцию от 30 марта 1905 года, Закон о гарантиях от 15 сентября 1910 года и Конституцию, принятую предыдущим Учредительным собранием 4 апреля 1911 года, при Хуане Эстраде, но не вступившую в силу. Она гарантировала гражданские права — личную безопасность, свободу, равенство и защиту собственности (ст.23), правосудие и свободу печати (ст.44). Конституцию запрещала проскрипции, конфискации (ст.45), долговые тюрьмы (ст.47), связывание арестованных (ст.49), гарантировала защиту авторских прав (ст.59). Смертная казнь предусматривалась только за государственную измену и особо тяжкие преступления (ст.24). Законодательную власть осуществлял Национальный конгресс, состоявший из Сената, избираемого на 6 лет, и Палаты депутатов, избираемой на 4 года (Раздел IX). Исполнительная власть принадлежала Президенту Республики, избираемому на 4 года без права переизбрания на следующий срок (Раздел XIII). Конституция вводила всеобщую воинскую повинность с 18 до 45 лет с правом найма заместителей в мирное время (ст.142).
Конституция вступила в силу 1 марта 1912 года.

#### Война Мены

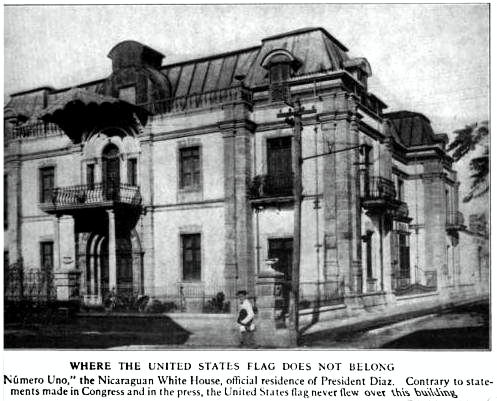
«Numero Uno», старый президентский дворец в Манагуа в период президентства Адольфо Диаса

Ещё 10 октября 1911 года Учредительное собрание избрало генерала Мену президентом на четырёхлетний срок с 1 января 1913 года. Это нарушало политические соглашения октября 1910 года (т. н. «Доусоновские договорённости»), предусматривавшие прямые свободные президентские выборы, и Диас вынужден был согласиться с Меной, считая такие выборы невозможными. Однако, несмотря на казус с принятием Конституции, Адольфо Диас представлялся правительству США надёжным партнером и вскоре генералу Луису Мене было отказано в поддержке. Используя недовольство населения курсом президента, смещённый с поста Мена поднял 29 июля 1912 года восстание против Диаса. . Кровопролитная трёхмесячная гражданская война вошла в историю страны как «Война Мены» (исп. La guerra de Mena). Уже 12 августа повстанцы осадили Манагуа и начали обстрел столицы. После того, как несколько снарядов разорвались в президентским дворце, Диас попросил помощи США в борьбе с «либеральной анархией». 15 августа американская морская пехота высадилась в Никарагуа. Вскоре повстанцы были разбиты и отошли в Масаю, где заняли оборону. Командующий армией либералов генерал Бенхамин Селедон отказался принять условия почётной капитуляции и был расстрелян после успешного штурма 4 октября 1912 года . Что касается генерала Луиса Мены, то он пошёл на переговоры и прекратил сопротивление. Ещё не были устранены последствия войны, когда 2 ноября 1912 года были проведены президентские выборы, на которых Адольфо Диас был избран президентом Никарагуа на срок с 1 января 1913 по 1 января 1917 года. Консерваторы Диас и Карлос Солорсано, ставший вице-президентом, набрали 23 467 голосов избирателей, выступавший как независимый кандидат Эмилиано Чаморро — 2 229 голосов, либерал, сторонник Селайи Франсиско Бака — 43 голоса.

#### Договор Чаморро-Вейцеля
1 января 1913 года, когда в стране установилось спокойствие, Адольфо Диас стал конституционным президентом Никарагуа и морская пехота США покинула страну, оставив 100 человек для охраны американской миссии, военных складов и Национального банка. 9 февраля 1913 года посол США Джордж Вейцель и министр иностранных дел Никарагуа Диего Чаморро подписали договор, дававший США значительные права в ущерб суверенитету Никарагуа. Никарагуа навечно передавала США исключительные права на постройку межокеанского канала через её территорию, сдавала в аренду острова Корн и территорию в заливе Фонсека и отдавала право контроля над каботажным плаванием вдоль своих берегов в обмен на 3 миллиона долларов. Договор вызвал бурю протеста в Центральной Америке и дипломатический демарш Коста-Рики, протестовавшей против решения вопроса о канале без её участия. В конечном счёте Конгресс США по разным причинам отказался ратифицировать Договор Чаморро-Вейцеля.

#### Договор Брайана-Чаморро
5 августа 1914 года государственный секретарь США Уильям Брайан и посол Никарагуа в Вашингтоне Эмилиано Чаморро подписали новый договор, подтверждающий все основные пункты Договора Чаморро-Вейцеля. В нём были откорректирован в интересах Гондураса и Сальвадора пункт, касающийся американской военной базы в заливе Фонсека, а также была исключена статья об исключительных правах США на каботажное плавание у берегов Никарагуа. Эти изменения не устранили недовольства общественности и правительств стран Центральной Америки, видевших в договоре угрозу и своему суверенитету. Даже в Сенате США новый вариант соглашения подвергался критике. Сенатор Смит отмечал, что правительство Никарагуа дало «больше, чем у него просили», бывший государственный секретарь Элиу Рут выражал сомнение, стоит ли заключать договор с правительством, так легко распродающим национальную собственность. Известный критикой правительства сенатор Уильям Бора заявил: 
Я никогда не считал, что договор с Никарагуа – это договор с никарагуанским народом. Мы просто заключили договор сами с собой. Мы заключили договор с правительством, которое представляло нас самих, хотя во время переговоров и сидело на противоположной стороне стола. Мы заключили договор с правительством,  которое было нашим орудием.
18 февраля 1916 года, после долгих дебатов Сенат США ободрил Договор Брайана-Чаморро.

#### Президентские выборы 1916 года и завершение первого президентского срока
15 января 1916 года, когда ратификация договора Брайана-Чаморро была ещё на стадии обсуждения, государственный секретарь Роберт Лансинг сообщил послу Никарагуа Эмилиано Чаморро, что США поддержат его кандидатуру на президентских выборах 1916 года. . Незадолго до этого, в декабре 1915 года Государственный департамент США уведомил Адольфо Диаса, что Соединённые Штаты не поддержат никаких его попыток в нарушение конституции продлить свои президентские полномочия. Диас предложил удобную для себя кандидатуру Педро Рафаэля Куадры, однако США настаивали на Чаморро. 28 мая 1916 года Диас и Куадра бойкотировали конвент Консервативной партии, выдвинувший в президенты Чаморро в вице-президента Немесио Мартинеса. 23 июня поддерживавшая Диаса фракция консерваторов начала переговоры о союзе с либеральным кандидатом Хулианом Ириасом. Адольфо Диас постоянно менял свою позицию, то соглашаясь с предстоящим избранием Чаморро, то старясь этого избежать, и ситуация оставалась неясной. Всё разрешилось 17 сентября 1916 года, когда посол США в Манагуа Джефферсон вызвал к себе Хулиана Ириаса и изложил ему позицию США. Либералы отказались от участия в выборах, Эмилиано Чаморро был избран президентом и 1 января 1917 года Адольфо Диас передал ему полномочия.

### Возвращение к власти
Выйдя в отставку Адольфо Диас вернулся к бизнесу: ещё в 1914 году он стал владельцем шахты в Потоси (департамент Ривас) и теперь намеревался продолжить её развитие. В июне 1918 и июле 1920 года он совершил поездки в США, укрепившие его политические и экономические связи в этой стране.
Относительная политическая стабильность, наступившая в стране после избрания Адольфо Диаса в 1912 году, была нарушена очередным конфликтом между консерваторами и либералами. Государственный переворот, совершённый 25 октября 1925 года Эмилиано Чаморро, стал причиной новой гражданской войны, вошедшей в историю как Конституционалистская война (исп. Guerra Constitucionalista) или Конституционалистская революция (исп.  Revolución Constitucionalista). На этот раз США не признали правительство Чаморро и взяли на себя посредничество в урегулировании военно-политического кризиса в Никарагуа. 16 октября 1926 года представители либералов и консерваторов встретились на борту американского крейсера «Дэнвер» для переговоров. 30 октября 1926 года Эмилиано Чаморро в соответствии со статьёй 106 Конституции 1912 года подал в отставку и передал власть сенатору Себастьяну Урисе, а 10 ноября 1926 года чрезвычайная сессия обеих палат Национального конгресса Никарагуа избрала Адольфо Диаса новым президентом. 14 ноября он вступил в должность и только 17 ноября был признан США, которые вскоре оказали новому президенту серьёзную военную поддержку. 6 января американские войска начали высаживаться в порту Коринто, а 9 февраля Диас заявил агентству «Ассошиэйтед-пресс»: 
Если Соединённые Штаты сочтут, что я должен уступить свой пост кому-нибудь другому, я сделаю это немедленно… Но я всегда возражал против вывода  морской пехоты из Никарагуа, и я приветствую её возвращение. Кто бы ни был президентом, я или кто-нибудь другой, морская пехоты США должна всегда оставаться в Никарагуа.
 23 февраля над главной крепостью Манагуа «Ла Ломой» был поднят американский флаг, а 24 февраля пресса Нью-Йорка сообщала об инициативе Диаса заключить с США договор, дающий американской армии право высаживаться на никарагуанской территории для защиты законного правительства и обеспечения проведения свободных выборов. После того, как посланник Великобритании запросил никарагуанское правительство, не прекратила ли существование Республика Никарагуа, Диас распорядился поднять над «Ла Ломой» национальный флаг.

#### Миссия Стимсона и конец Конституционалистской войны
17 апреля 1927 года в Никарагуа прибыл личный представитель президента США, бывший военный министр полковник Генри Стимсон, который выступил посредником между либералами и правительством. Он добился того, чтобы Адольфо Диас 22 апреля выступил с т. н. «Шестью пунктами Диаса», предлагавшими компромисс между сторонами. Диас выразил готовность уйти в отставку, однако Стимсон не воспользовался этой готовностью. В своих мемуарах он посвятил целую главу причинам, побудившим его оставить Диаса на посту до окончания президентского срока. Стимсон учитывал положения ст.104 Конституции 1912 года, запрещавшей переизбрание на второй срок, готовность Диаса передать США контроль над предстоящим избирательным процессом, распустить армию и выполнять обязательства перед США, его согласие на создание США Национальной гвардии . 4 мая 1927 года Стимсон и военный лидер либералов генерал Хосе Мария Монкада заключили в селении Типатапа соглашение, получившие название «Пакт Эспино-Негро». По нему либералы прекращали военные действия, а Монкаде гарантировалось избрание президентом в ноябре 1928 года. 12 мая морская пехота США начала разоружение армии либералов и правительственных войск.

#### Новая война
Новая война в Никарагуа началась в тот же день, когда закончилась предыдущая. Один из генералов либеральной армии Аугусто Сесар Сандино отказался признать условия мира и заявил о продолжении борьбы, на этот раз уже против американских войск. 14 июля 1927 года командир американского гарнизона в Окотале капитан Хатфилд потребовал от отряда Сандино сложить оружие и 16 июля стороны приступили к активным боевым действиям. После боёв в Окотале Сандино приступил к формированию Армии защитников суверенитета Никарагуа и 2 сентября был объявлен Главнокомандующим Революции. Диас ввёл военное положение в четырёх северных департаментах, сторонники Сандино были отлучены от церкви, однако сандинистское движение продолжалось весь период его правления.

#### Выборы
Новая война, которую называют восстанием Сандино , Освободительным движением по руководством А.Сандино или Национально-освободительной революционной войной не остановила реализацию соглашений между либералами и консерваторами. 6 ноября 1927 года по всей территории страны прошли муниципальные выборы, которые были оценены Государственным департаментом США как в целом спокойные и отразившие реальное соотношение политических сил. В декабре Эмилиано Чаморро попытался блокировать в Конгрессе принятие разработанного американскими представителями избирательного закона, известного как «Закон МакКоя», и в январе 1928 года ему это удалось. Пройдя слушание в Сенате, закон был отклонён Палатой депутатов. Оказавшийся между антиамериканской критикой Чаморро и своими обязательствами перед США Адольфо Диас заявил о намерении уйти в отставку. 17 января 1928 года нижняя палата приняла новый избирательный закон, который в Государственном департаменте расценили как препятствующий независимому наблюдению за проведением выборов. 13 марта Палата депутатов окончательно отклонила избирательный закон, но 17 марта Верховный Суд Никарагуа назначил генерала Фрэнка Росса МакКоя председателем Национальной избирательной комиссии Никарагуа. 21 марта 1928 года по совету МакКоя Адольфо Диас ввёл избирательный закон в действие своим декретом, миную парламент.
20 мая 1928 года две противоборствующие фракции Консервативной партии, возглавляемые Диасом и Чаморро, начали переговоры о едином кандидате и 27 июля выдвинули кандидатом в президенты Адольфо Бенарда. В сентябре в течение пяти дней прошла регистрация избирателей и 4 ноября 1928 года новым президентом Никарагуа был избран либерал Хосе Мария Монкада.

### Отставка и эмиграция
1 января 1929 года Адольфо Диас передал генералу Хосе Монкаде пост президента Никарагуа и вновь вернулся в бизнес. В 1930 году он приобрёл несколько шахт близ Суины, но они были взорваны в ходе войны армией Сандино. В 1932—1934 годы Диас провёл в США, и, после прекращения войны и убийства Сандино вернулся на родину. В 1934 году он безуспешно пытался возродить горную добычу в Суине, пока в 1936 году, шахты не перешли в собственность американской компании «Tonopah Mining Company» из штата Невада.
Продажа шахт была вызвана приходом к власти в Никарагуа генерала Анастасио Сомосы. Опасаясь за свою жизнь и собственность при новом режиме, Диас эмигрировал в США, где в основном жил в Нью-Йорке, иногда выезжая в Майами и Новый Орлеан. До 1944 года он получил дивиденды от «La Luz Mined LTD» и оказывал влияние на её деятельность, до конца жизни сохраняя тесные связи с США.
В 1947 году Адольфо Диас переехал в Коста-Рику, где прожил около 17 лет.
 Адольфо Диас Ресинос  скончался 29 января 1964 года в Сан-Хосе, Коста-Рика.

## Оценки личности
Аргентинский историк Грегорио Сельсер считал, что Адольфо Диас был первым вариантом Видкуна Квислинга, появившимся в Никарагуа на 30 лет раньше, чем в Норвегии.